# Хедкраб
Хедкраб (англ. Headcrab, дословный перевод — головной краб, головокраб) — существо из мира серии компьютерных игр Half-Life. Хедкрабы — самые многочисленные создания-паразиты в играх вселенной Half-Life. Вырвавшись на свободу из мира Зен во время инцидента в исследовательском центре «Чёрная Меза», эти существа выжили и размножились на Земле.
Существует несколько разновидностей хедкрабов, но все они обладают способностью паразитировать на людях, превращая их в послушных зомби. При нападении на человека хедкраб запрыгивает на его голову, при этом пробивая своим жалом шею и подключаясь к спинному мозгу. Жертва ещё некоторое время пытается двигаться, после чего падает и превращается в живую марионетку, при этом её организм претерпевает мутации. Спасти носителя путём удаления паразита не является возможным.
В Half-Life 2 и его эпизодах становится известно, что хедкрабы (кроме ядовитых) съедобны: в некоторых местах игры можно увидеть, как паразитов готовят вортигонты. Кроме того, в Episode One от одной из участниц Сопротивления можно услышать, что на вкус хедкраб не похож на обычного краба (но это не означает, что он не вкусный).

## Известные виды хедкрабов
В первой Half-Life (и её дополнениях) встречается только обыкновенный хедкраб. Однако, в Half-Life 2 появились два новых вида хедкрабов: быстрый хедкраб (англ. fast headcrab) и ядовитый хедкраб (англ. poison headcrab). По словам сценариста игры Марка Лэйдлоу, появление этих существ связано с адаптацией хедкрабов, перенесённых портальными штормами, к условиям земной среды и разработками учёных Альянса.

### Хедкраб обыкновенный

Слева — обыкновенный хедкраб из Half-Life, в центре — из Half-Life 2, справа — из Half-Life: Alyx.

Данный вид хедкрабов называют обыкновенным или классическим хедкрабом. Он выглядит как небольшое мешкообразное создание с четырьмя заострёнными конечностями. Существо передвигается при помощи задних конечностей и маленьких передних лапок (при этом подняв передние лапы-клешни) или на задних и передних больших лапах. Снизу тела хедкраба расположено широкое ротовое отверстие-присоска с острыми зубами-крючками по краям. Кожа у создания белёсого цвета с желтоватым оттенком. Ноги окрашены в кроваво-красный и чёрный цвет. Помимо четырёх больших конечностей и двух маленьких лапок, у хедкраба есть два образования в передней части тела, напоминающие паучьи челюсти-хелицеры с крючковидными зубами на конце. Возможно, эти челюсти используются для прокуса черепа добычи.
Хедкрабы в Half-Life и её дополнениях немного меньше, чем в Half-Life 2 и эпизодах. По размерам хедкраб соизмерим с тушкой индейки. Длина его тела от передних конечностей до задних примерно равна 60 см. В бета-версии Half-Life 2 они выглядели так же, как и в первой части, только с малыми, не очень заметными отличиями. Его чрезвычайно малая поворотливость делает его уязвимым для ударов со спины.
Несмотря на то что хедкраб небольшой, медлительный и уязвимый, он может совершать прыжки на расстояния порядка 5-10 метров при помощи своих задних лап. В полёте существо расставляет лапы широко в стороны. При успешной атаке хедкраб зацепляется за голову жертвы с целью получить контроль над её нервной системой, головным и спинным мозгом и, следовательно, над всем телом.
Хедкрабы из Half-Life 2 тонут при попадании в воду, но способны выживать в токсичных и радиоактивных отходах. В Half-Life всё происходит с точностью до наоборот: существа прекрасно себя чувствуют в воде и погибают при попадании в токсичные и радиоактивные вещества. Вероятно, это следствие мутации хедкрабов, приспособившихся к Земле после портальных штормов.
Естественным способом хедкрабы размножаются посредством матки, известной как гонарх. В главе Half-Life «Логово Гонарха» можно встретить как саму матку, так и новорождённых хедкрабов, порождаемых ею. Личинки крайне слабы в атаке, однако передвигаются гораздо быстрее взрослых особей и в большом количестве могут представлять серьёзную опасность.

### Быстрый хедкраб

Быстрый хедкраб

Быстрый хедкраб по строению схож с обычным, однако его тело несколько меньше, а конечности более длинные и тонкие, отдалённо похожие на паучьи лапки. При помощи своих лап быстрый хедкраб способен висеть на стенах и потолках. В бета-версии был желтоватого оттенка. Отличается тем, что быстро передвигается.

### Ядовитый хедкраб

Ядовитый хедкраб

Ядовитый хедкраб, в отличие от быстрого, больше похож на паука, чем на обычного хедкраба — сходны лишь очертания и пропорции. Ядовитого краба легко определить по его чёрной коже и конечностям, похожим на паучьи, а также по «приземлённой» посадке туловища. Покрыт редкими волосами. Присутствуют челюсти-хелицеры с острыми зубами, которыми он наносит ядовитый укус. На спине существа находится рисунок, похожий на рисунок пауков вида «крестовик обыкновенный». В бета-версии они заметно отличались: не было волос, ножки были желтоватого оттенка, а тело было фиолетовым/пурпурным. Передвигается ядовитый хедкраб по-паучьи, поочерёдно переставляя ногами.
Подобно быстрому хедкрабу, ядовитый хедкраб может висеть на стенах и потолках (впервые эта способность была замечена в Half-Life 2, в главе «Мы не ходим в Рейвенхольм»). Если существо не занято охотой, то оно обычно молчит или издаёт звуки, отдалённо похожие на стрекот насекомых, однако при атаке издаёт крайне раздражающий визг. В книге «Half-Life 2: Raising the Bar», а также в игре Half-Life 2: Episode Two разработчики игры упомянули, что игровые тестеры, слышавшие звуки, производимые ядовитым хедкрабом, начинали в панике искать вокруг этих существ, чтобы уничтожить их, не обращая внимания на другие опасности. Будучи потревоженным или убитым, издаёт звук, похожий на звук гремучей змеи.
Нейротоксин ядовитых хедкрабов очень опасен. При укусе состояние человека мгновенно ухудшается до крайне критического. Если ядовитому хедкрабу удаётся укусить Гордона, то здоровье героя снижается до 1 процента, не влияя на заряд защитной энергии H.E.V. Здоровье медленно восстанавливается до первоначального состояния благодаря антидоту, который костюм незамедлительно вводит в организм. Ядовитый хедкраб не способен убить Фримена в одиночку, но делает его очень уязвимым для других опасностей. Также, если ядовитый хедкраб попадётся барнаклу, последний вскоре погибнет.
В 2008 году ядовитый хедкраб стал вторым самым страшным врагом в видеоиграх всех времён в списке журнала Cracked в связи с его способностью своим ядом снизить здоровье игрока до единицы, а в 2011 году занял первое место в списке «врагов, бегущих и прыгающих вам в лицо» от GamesRadar.

### Бронированный хедкраб

Бронированный хедкраб

Впервые появился в Half-Life: Alyx. Имеет шипастый панцирь, защищающий его от ударов или выстрелов. Как следствие, единственный способ его убить — это стрелять в «рот» хедкраба, когда он переворачивается.

### Воскрешающий хедкраб

Воскрешающий хедкраб

Воскрешающий хедкраб, или «воскреситель» (англ. Reviver Headcrab, Reviver) — ещё одна разновидность хедкрабов, представленная в Half-Life: Alyx. В отличие от остальных подвидов хедкраба, воскреситель больше похож на земного электрического ската и может закрепляться на трупах, забираясь к ним в грудную клетку и превращая их тем самым в зомби (т. е. не является «хедкрабом» в буквальном смысле слова, но так же выживает за счёт паразитизма). Имеет более мягкий и гибкий панцирь; после смерти оставляет испускающий молнии шар, который можно использовать вместо аккумулятора. Этот шар (фактически, сердце существа) также позволяет воскресителю атаковать противников наэлектризованной жидкостью, выводящей из строя электроприборы (в частности, гравитационные перчатки Аликс).

### Гонарх

Гонарх — матка хедкрабов

Гонарх, или гонарч (англ. Gonarch — производное от «гонада» + «монарх») — зрелая высшая стадия развития хедкраба. Из огромного числа хедкрабов из-за их уязвимости до этой стадии доживают лишь единицы. Гонархи, в отличие от обычных хедкрабов, хорошо защищены благодаря мощному внешнему скелету, и их крайне сложно убить. Наиболее примечательной особенностью этого создания является то, что оно постоянно порождает хедкрабов (за что и получило от разработчиков игры прозвище Big Momma — «Большая мамочка»). В игре Half-Life гонарх является боссом главы «Логово Гонарха». Несмотря на название «матка», неизвестно, является ли гонарх самкой, как и вообще существует ли разделение хедкраба по полам.
По строению гонарх во многом схож с хедкрабом. У него нет головы, но очень заметен качающийся мешок под телом, из которого вылупляются хедкрабы-личинки. Этот мешок довольно опасен — он является одновременно и ртом. В одном из роликов, сделанных с помощью редактора, показывается, что учёный, подошедший слишком близко, немедленно был проглочен гонархом. Мощный плоский панцирь гонарха и острые конечности напоминают таковые у краба.
Гонарх очень быстр и агрессивен; незваный гость тут же протыкается острой ногой и опрыскивается кислотной слюной. Гонарх воет, когда разгневан или испытывает боль.

## Поведение
Обычно хедкрабы подстерегают свою жертву в тёмных малозаметных уголках и вентиляционных шахтах (последнее более характерно для Half-Life). На открытой территории паразиты часто зарываются в землю, ожидая там приближение жертвы (это можно заметить в главе «Поверхностное натяжение» в секретной местности, где находится тентакл, и в Half-Life 2). Довольно часто хедкрабов можно встретить в группах от двух до пяти особей.
Существа издают весьма специфические звуки. Когда хедкраб не занят охотой, он обычно молчит или издаёт звуки, отдалённо похожие на кваканье или воркование. При атаке хедкраб издает урчание (ядовитый — пронзительный визг) и бросается на жертву.
Интересно, что, кроме людей, не было замечено ни одного живого существа (в том числе из Зена), на ком бы паразитировали хедкрабы. Во время паразитирования хедкраб, очевидно, питается тканями и кровью жертвы, но во время самостоятельного существования он может охотиться на небольших животных. Например, хедкраб Ламарр успешно ловила ворон (Гордон замечает это в тот момент, когда вышедший из строя телепорт в начале Half-Life 2 переносит его, кроме прочих мест, на пустошь, где ручной хедкраб нападает на птицу). Также для хедкрабов отмечено поедание растительной пищи — упоминание об этом есть в игре в лаборатории Кляйнера (Ламарр питается арбузами).
В Half-Life 2 после телепортации из Нова Проспект в лабораторию профессора Кляйнера, если некоторое время не уходить из помещения, можно услышать, как профессор, который ищет своего спрятавшегося ручного хедкраба, говорит: «Гордон, уходи, Ламарр боится твоей монтировки».
Также есть организмы, похожие на хедкрабов — это фунгусы (от лат. fungus — гриб). Они состоят из шарообразного тела и 4-5 ножек; слегка шевелятся. Фунгусы не опасны для игрока; есть версия, что это выросшие хедкрабы, которые не становятся гонархами, ядовитыми или быстрыми хедкрабами, либо же это коконы, в которых хедкрабы созревают до стадии гонарха.

## Заражение человека хедкрабом
Первостепенная цель любого хедкраба при атаке на человека — голова, чтобы заразить тело жертвы и зомбировать его. Хедкраб полностью надевается своим «ртом» на голову, пробивает череп своими крючковидными хелицерами и при помощи неописанных (в игре) биологических процессов соединяется с головным и спинным мозгом жертвы. Также хедкрабы протыкают клыками шею жертвы, тем самым используя спинной мозг для контроля над ней. Паразит использует нервную систему жертвы, чтобы полностью контролировать тело.
Игрок не может быть «зомбирован» хедкрабом, а только закусан. Возможно, сюжетная причина этого состоит в том, что герой экипирован H.E.V. со шлемом, не позволяющим прокусить ему голову. Однако, во-первых, Гордон Фримен получает свой костюм без шлема (в Half-Life и Half-Life 2 присутствует модель костюма H.E.V., но шлем к нему нигде не лежит), а во-вторых, ядовитый хедкраб в Half-Life 2 может отравить Гордона своим ядом, несмотря на защитный костюм. Последний аспект разработчиками прокомментирован не был. В то же время солдаты Альянса, несмотря на то, что носят шлем-противогаз, полностью защищающий голову, от нападения и зомбирования хедкрабами не способны спастись (см. Зомбайн).

### Зомби обыкновенный

Слева — зомби-учёный из Half-Life, справа — зомби-беженец из Half-Life 2

Если атака хедкраба оказывается успешной, то он закрепляется на голове человека и получает возможность управлять его телом. Начиная с Half-Life 2, хедкраб может спрыгнуть с головы жертвы, если её телу был причинён значительный урон. Заражённый хедкрабом человек перемещается довольно медленно и очень неуклюже, постоянно издавая крики и стоны. После зомбирования тело жертвы начинает разлагаться: у тела человека, на котором паразитирует хедкраб, обычно вскрыта грудная клетка и позвоночник, а кисти рук сильно деформируются, кожа отваливается и остаются видны лишь кости с почти отмершими мышцами.
В некоторых играх серии Half-Life обыкновенные зомби представлены двумя и более «подвидами», в зависимости от типа жертвы. Так, в дополнении Half-Life: Opposing Force, помимо зомбированных учёных «Чёрной Мезы» из оригинальной первой части, встречаются зомбированные охранники и солдаты HECU, имеющие больший запас здоровья за счёт бронежилетов. Аналогичная ситуация — в игре Half-Life: Alyx, где среди жертв обыкновенного хедкраба присутствуют как жители Сити 17, так и рабочие Альянса.
Зомбированные люди весьма живучи. Так как тело лишено болевой чувствительности, зомби продолжает свою деятельность даже после потери нижних конечностей. Из-за примитивности мозга классического хедкраба заражённый действует очень предсказуемо: часто он движется в сторону жертвы, игнорируя все опасности. В Half-Life 2 зомби способны швырять в человека нетяжёлые предметы, попадающиеся на пути: бочки, ящики, доски и тому подобное.
Помочь жертве хедкраба не представляется возможным. Если учитывать версию контроля через спинной мозг, а не головной, то можно предположить, что человеческий мозг действительно остаётся живым, но все нервные импульсы через шею блокируются паразитом; таким образом, человек ощущает себя парализованным и не в состоянии что-либо предпринять. Это подтверждается стонами, издаваемыми зомбированными обыкновенным хедкрабом — некоторые звуки похожи на многосложные или полноценные слова, хотя в основном нечленораздельные (если прокрутить в обратную сторону вопль, издаваемый зомби при поджигании, можно явно различить фразу «Help, God! Help me!»). Судя по стонам в случае попадания, хедкраб каким-то образом отводит все болевые сигналы человеку. В конце главы «Через каналы» в Half-Life 2, где игрок встречает зомби, можно наблюдать, как человек в лагере беженцев в канале под Сити 17 пытается бороться с хедкрабом, стаскивая его с головы, но паразит побеждает и начинает зомбировать жертву (при этом даже видно, как работают челюсти хедкраба, которыми он пробивает череп). Если попытаться застрелить хедкраба, то он отлетит, но жертва всё равно уже будет мёртвой, даже если не попасть ей в голову.
В бета-версии Half-Life 2 обычные зомби носили не белые, а темно-зелёные рубашки; так же, как и у зомбайна, от головы оставалась только нижняя челюсть. По-другому выглядели ползающие зомби — они были чуть полноватыми, и у них не был разорван живот, но рубаха была белой, хотя так же выглядели и обычные зомби в очень ранних версиях Half-Life 2. Одежда, в которую одет зомби в релизной версии, похожа на одежду жителя Сити-17 — белая рубаха и синие джинсы.

### Гоном

Гоном

Гоном, появляющийся только в Half-Life: Opposing Force, представляет собой следствие длительных мутаций, вызванных обыкновенным хедкрабом. Гоном достигает бо́льших размеров, чем стандартный зомби, и обладает способностью атаковать человека при помощи ядовитой слизи (подобно буллсквиду), которую извлекает из своей вскрытой грудины и бросает в человека. В отличие от обычных медлительных зомби, это весьма агрессивный и быстрый враг, активно преследующий добычу. В ближнем бою атакует мощными когтями и кусает рёбрами как зубами.

### Зомби быстрого хедкраба

Быстрый зомби

Быстрые хедкрабы и ядовитые хедкрабы также стремятся завладеть телом человека, подобно обычному. Различие лишь в воздействии различных видов на тело жертвы. Если атака быстрого хедкраба на человека оказывается успешной, то он завладевает телом своей жертвы. Уровень нагрузок на «хозяина» у этого вида намного выше, поэтому мутация происходит быстрее обычной.
Зомби быстрого хедкраба стоит на нижних конечностях, а передвигается при помощи всех конечностей своего тела, напоминая обезьяну. Он способен прыгать на значительные расстояния и отличается высокой скоростью передвижения, гораздо большей, чем у остальных видов зомби. В нескольких эпизодах быстрые зомби проворно карабкаются по стенам и водосточным трубам. При нападении зомби издаёт протяжные вопли и звонкое рычание, а при атаке в прыжке — громкий визжащий крик.
Тело быстрого зомби представляет собой скелет, обтянутый мышцами и клочками кожи. В бета-версии это был не полускелет, а зомбированный человек в коричневых брюках, носках и с изуродованным быстрым хедкрабом лицом.

### Зомби ядовитого хедкраба

Ядовитый зомби

Медлительный и живучий ядовитый зомби переносит несколько ядовитых хедкрабов, сидящих по всему его телу и питающихся плотью переносящего зомби. От сильного воздействия яда тело жертвы разбухает.
Этот вид зомби очень опасен, так как способен метать в своих врагов ядовитых хедкрабов, устроившихся на нём. Когда больше не остаётся ни одного «пассажира», зомби атакует при помощи своих когтей. Зомби ядовитого хедкраба очень тяжело и громко дышит, а когда ему причиняют повреждения, издаёт тихий глухой стон. Если его убить, то он издаст тихий крик и звук, похожий на сип или плач. В бета-версии у него была не красная, а фиолетовая (пурпурная) кожа.
При преждевременной смерти носителя все сидящие на нём хедкрабы остаются в живых и нападают на игрока. Этот зомби впервые появляется в Half-Life 2, в главе «Мы не ходим в Рейвенхольм». Очень хорошо уничтожать ядовитого зомби плазменным шаром из импульсной винтовки: помимо уничтожения самого зомби, гибнут и сидящие на нём паразиты.

### Зомбайн

Солдат Вооружённых Сил Альянса, зомбированный хедкрабом

В Half-Life 2: Episode One появляется новый вид зомби — зомбированный солдат, получившийся в результате того, что обыкновенный хедкраб заразил солдата Вооружённых Сил Альянса. Аликс придумала для них название «Зомбайн» (англ. Zombine), являющийся соединением слов «зомби» (англ. zombie) и «Комбайн» (англ. Combine).
Зомбайн передвигается быстрее, чем обычные зомби, но медленнее, чем зомби быстрого хедкраба. Зомбайн очень живуч, он может выдержать до трёх выстрелов из дробовика, так как солдаты экипированы крепкой бронёй. Также зомбайн может использовать гранаты, но он не мечет их, а держит в руке и бежит на противника. Гранаты можно извлечь из рук зомбайна при помощи гравитационного манипулятора. Зомбайн издаёт протяжные стоны через плохо работающее радио ВС Альянса.
Появление зомбайна является ещё одним свидетельством потери командованием Альянса контроля над ситуацией после событий Half-Life 2. Хедкраб настолько сильно заглатывает череп солдата-жертвы (возможно, чтобы пробиться через шлем), что удалить его с хозяина с сохранением головы не получается. Если же хедкраба удастся оторвать от тела, от головы останутся лишь кости основания черепа и нижняя челюсть. Также если заманить зомбайна на язык барнакла, то головы у него не будет, как у обычного зомби.
Иногда в игре можно разобрать слова, которые зомбайн сообщает по рации. В основном, это набор фраз типа «sector is not secure» («В секторе опасность») и «enemies in perimeter» («Враги в поле периметра»). Получается, что в отличие от остальных видов зомби, у зомбайнов сохраняются остатки разума — возможно, это связано с киборгизацией, которой подвергаются все солдаты Альянса. Звук смерти зомбайна состоит из хрипа обычного зомби и реверсированного звука смерти комбайна.
В бета-версии Episode One зомбайны могли пользоваться оружием, но стреляли они очень непрофессионально, а иногда и вовсе направляли ствол на себя. То же происходит и в Half-Life 2: Episode Two, где они вооружены гранатой и способны подорвать себя, если вовремя не отбросят её. Также можно прослушать Radio Chatter англоязычной версии.
Half-Life 2 получил награду за зомбайна от AOL Games — Золотой Мозг, в номинации «Объединение злодеев и зомби для получения зомбированных злодеев».

## Ламарр
У одного из персонажей Half-Life 2, доктора Айзека Кляйнера, в лаборатории живёт необычный питомец — обыкновенный хедкраб по кличке Ламарр, у которого удалили жало, отвечающее за заражение и зомбирование. Кляйнер назвал своего питомца в честь известной актрисы и изобретательницы Хеди Ламарр, которая была популярна в 1930-е годы (таким образом, происходит игра слов между именем актрисы (Hedy) и разговорным английским названием хедкраба — «heady»). Он обращается к Ламарр как к особи женского пола, однако неизвестно, существует ли разделение хедкрабов по половому признаку.
Хедкраб Ламарр играет важную роль в начале событий Half-Life 2, так как она ломает телепорт, при помощи которого Гордон Фримен должен был быть перемещён на базу повстанцев «Восточная Чёрная Меза» (или, учитывая фразу Джудит Моссман: «Кто-то не учёл мощь тиристоров Альянса», просто помешала и так бесперспективной передаче). Вследствие этого Фримену приходится путешествовать две игровых главы: сначала пешком, затем — на воздушном катере.
Ламарр также можно увидеть в Half-Life 2: Episode One, где она появляется на короткое время, когда доктор Кляйнер при помощи городских телеэкранов призывает ещё оставшихся жителей и повстанцев покинуть Сити 17 и раскрывает факты бесчеловечной политики правительства Альянса и последующее падение режима. На экране Айзек оттаскивает Ламарр, попавшую в кадр, со словами «Осторожно, Ламарр, эти лампы очень горячие!».
В Episode Two Ламарр появляется в ракетной шахте, где Кляйнер и доктор Магнуссон подготавливают к запуску спутник. Ламарр ползает по ракете, чем очень раздражает Арне, восклицающего: «И держи своего мозгуса совокуплялиса подальше от моей ракеты!» Затем, когда Кляйнер отвлёкся от работы, Ламарр забирается в открытую дверцу ракеты и остаётся сидеть там. Многие считают, что Ламарр была запущена в космос вместе со спутником, однако Марк Лэйдлоу (сценарист игры) в одном из интервью даёт следующий ответ на вопрос «Вы запустили Ламарр в космос? Как вы могли?»: — «Вы думаете… вы же не думаете… вы же не закрыли за ней люк, заперев её в ракете, не так ли?». А непосредственно перед запуском Кляйнер установил, что «вес полезного груза примерно на 5 килограммов выше нормы» (эту фразу он говорит вне зависимости от того, закрывает игрок люк ракеты или нет).
Ламарр вызвала определённую симпатию у большей части игроков своими потешными выходками. Известны даже отдельные попытки сделать модификации с ней в главной роли, однако, на настоящий момент, успехом не увенчавшиеся.
Также можно предположить, что Ламарр питается арбузами (в лаборатории Кляйнера на стене можно увидеть записку: «Find more watermelon for Lamarr»).

## Биологическое оружие

Хедкрабы выползают из крабснаряда

В Half-Life 2 Вооружённые силы Альянса используют хедкрабов как биологическое оружие. Для этого их размещают в специальных ракетах, которые при приземлении открываются и освобождают хедкрабов (повстанцы называют их «крабснаряды»). В одной ракете может находиться от трёх до шести хедкрабов любого вида. В большом количестве крабснаряды очень эффективны, примером того может служить сплошь усеянный ими посёлок Рейвенхольм, в котором на момент прибытия Фримена существуют одни хедкрабы, зомбированные ими люди и единственный выживший человек — священник отец Григорий. Впрочем, эффективны они лишь для зачистки территории от «стреляющих врагов», так как солдаты Альянса всё равно будут вынуждены зачищать территории, полные зомби.

## Сопутствующие товары
Ввиду многочисленных просьб Valve выпустила плюшевые игрушки в виде хедкрабов для продажи через online-магазин Valve. Игрушка обладала раздвигающимися конечностями, некоторым количеством зубов и когтей и зияющей пастью. Хедкраб исчез из продажи в течение нескольких месяцев, но был вновь доступен для покупки несколько раз позднее. На рождественской специальной распродаже 2006 года вместе с переизданием плюшевого хедкраба поклонники могли купить шляпу в форме хедкраба, специально разработанную таким образом, чтобы создать впечатление, что владелец находится под атакой этого пришельца-паразита.